# Antonio I de Georgia
Antonio I de Georgia (en georgiano: ანტონ; 28 de octubre de 1720-12 de marzo de 1788), nacido como Teimuraz Bagration, fue el catolicós patriarca de la Iglesia ortodoxa georgiana de 1744 a 1755 y de 1764 a 1788.  

## Biografía
Siendo uno de los hijos de Jesé de Kartli con su esposa Helena-Begum (hija del rey Heraclio I de Kajetia), Antonio nació como un príncipe real (batonishvili). Fue criado junto con su primo príncipe Heraclio, el futuro rey Heraclio II, en Telavi, Kajetia. Allí, estudió para convertirse en sacerdote, además de aprender los idiomas griego, «tártaro» y persa. A los 15 años, Antonio se comprometió con la hija del influyente político Givi Amilakhvari, sin embargo, su esposa fue llevada por Nader Shah cuando este último tomó Tiflis en 1735. Según el profesor Alexander Mikaberidze, por lo tanto, la reconquista de Georgia sobre los otomanos por Nader Shah en 1735 a través de la guerra otomano-persa de 1730-1735 tuvo un profundo efecto en Antonio, ya que dejó la corte y se convirtió en monje en el monasterio de Gelati en 1738. Cinco años después, se mudó al monasterio de Gareja en Kajetia, y fue elegido catolicós patriarca de la Iglesia ortodoxa en 1744. En una serie de importantes eventos políticos ocurridos en 1744, este evento coincidió con la concesión del rey iraní Nader Shah de la realeza de Kartli y Kajetia al tío de Antonio, Teimuraz II y a su primo Heraclio II, respectivamente.
Antonio estableció estrechas relaciones con las misiones católicas activas en Georgia y trabajó para mejorar los contactos con Europa Occidental; con respecto al primero, recibió críticas del clero conservador, que lo acusó de corromper la fe ortodoxa georgiana y de intentar introducir el catolicismo en Georgia. Cuando Teimuraz II anuló la presencia católica al trasladarlos de Georgia, los oponentes de Antonio se arriesgaron. El consejo eclesiástico dirigido por el oponente de Antonio, Zacharias A. Gabashvili, hizo que destituyera a Antonio de su cargo el 17 de diciembre de 1755, y fue sucedido por el catolicós patriarca Ioseb Jandieri. Tras su despido, que básicamente significó el destierro, además de 18 meses de prisión, se trasladó a Rusia, donde, según los informes, logró limpiarse de estos cargos en el Santo Sínodo de la Iglesia ortodoxa rusa el 16 de marzo de 1757, y fue nombrado arzobispo de Vladímir el 23 de noviembre de 1757 por decreto de Catalina II.
Por invitación de Heraclio II, en 1762, Antonio regresó al recién establecido Reino de Kartli-Kajetia. En el concilio eclesiástico posterior, ahora de regreso en su tierra natal, Antonio I derrotó a los conservadores y fue reelegido para el cargo de catolicós patriarca en 1764, comenzando así su segundo mandato. Se involucró en la vida política de su primo y renovó sus esfuerzos para acercar los principados georgianos a Europa. En los años de 1772-1782 (fue enviado en 1772 por el mismo Heraclio II), Antonio participó en las negociaciones que condujeron al Tratado de  Gueórguiyevsk de 1783.
Antonio I murió el 12 de marzo de 1788 y fue enterrado en la catedral de Svetitsjoveli en Mtsjeta, frente a la puerta del rey.